# Knihkupectví Lello

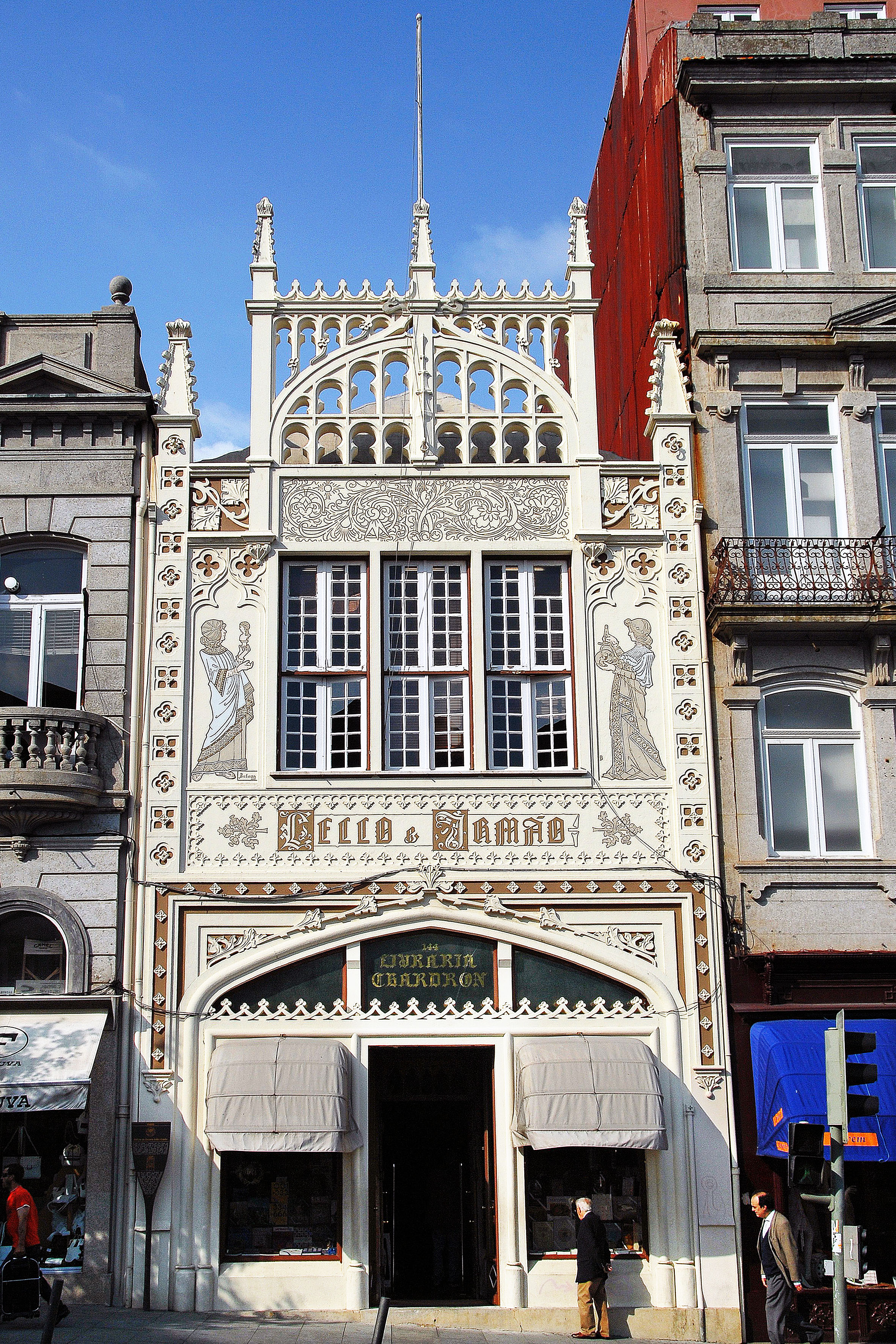
Průčelí

Knihkupectví Lello (portugalsky Livraria Lello) je secesní budova knihkupectví v portugalském městě Portu. Je považováno za jedno z nejkrásnějších knihkupectví v Evropě i na světě.

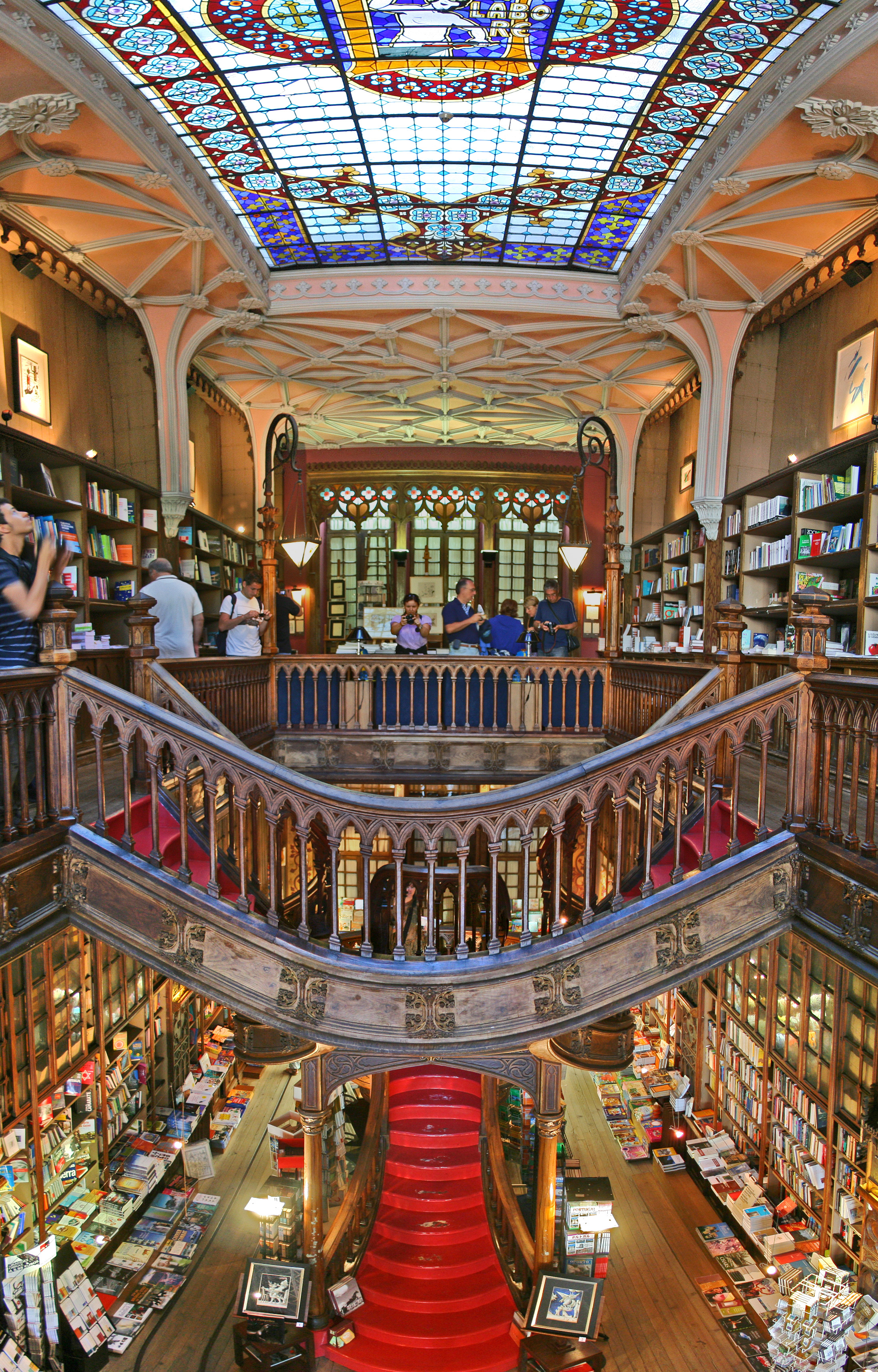
Interiér

## Historie
V roce 1869 bylo v současné budově na ulici Rua das Carmelitas č. 144 otevřeno knihkupectví Livraria Chardron. V roce 1894 budovu koupil José Pinto de Sousa Lello. Dovážel knihy a spolu se svým švagrem Davidem Lourenço Pereirou již provozoval knihkupectví v Portu. Po smrti švagra založil José Pinto de Sousa Lello se svým bratrem Antóniem Lellem knihkupectví a nakladatelství Lello & Irmão, Lda. Dne 13. ledna 1906 bylo knihkupectví za velké pozornosti kulturních kruhů Porta slavnostně otevřeno.
Podnik je dnes součástí nově založené společnosti Prólogo Livreiros, S.A, knihkupectví, jehož spoluvlastn9kem je i člen rodiny Lell;. V roce 1995 prošlo knihkupectví rozsáhlou renovací. Od roku 2013 je památkově chráněno.
V roce 2008 britský deník The Guardian vybíral nejkrásnější knihkupectví světa a knihkupectví Lello se umístilo na třetím místě. Také podle Lonely Planet je Lello nejkrásnějším knihkupectvím v Evropě a třetím nejkrásnějším na světě.
Podle pověstí mělo knihkupectví Lello vliv na romány o Harrym Potterovi. Jejich autorka J. K. Rowlingová žila začátkem 90. let nějakou dobu v Portu, učila angličtinu a údajně také navštěvovala knihkupectví Lello. V roce 2020 však J. K. Rowlingová v příspěvku na Twitteru napsala, že knihkupectví neznala.
Od roku 2015 se v knihkupectví vybírá vstupné, které lze započíst proti nákupu. V roce 2019 činilo vstupné 5 eur, v roce 2024 již 8 eur. Návštěvníci si stěžovali na potíže a nedorozumění při započítávání vstupného a na vysoké ceny knih.

## Architektura a funkce
Secesní budovu s neogotickou fasádou navrhl a postavil inženýr Xavier Esteves. Sochař Romão Júnior vytvořil v interiéru busty významných spisovatelů, mezi nimi jsou Antero de Quental, Eça de Queiroz, Camilo Castel Branco, Teófilo Braga, Tomás Ribeiro a Guerra Junqueiro. Nápadné je točité dřevěné schodiště vedoucí do otevřených horních pater. Tam je zřízen malý bar, kde se přednostně podává portské víno.
Knihkupectví nabízí velký výběr klasické portugalské literatury, dobře zásobený oddíl věnovaný politice a velký výběr poezie. Na velký počet turistů je knihkupectví navíc připraveno vlastním oddělením pohlednic, průvodců a zvláštních produktů.

## Galerie

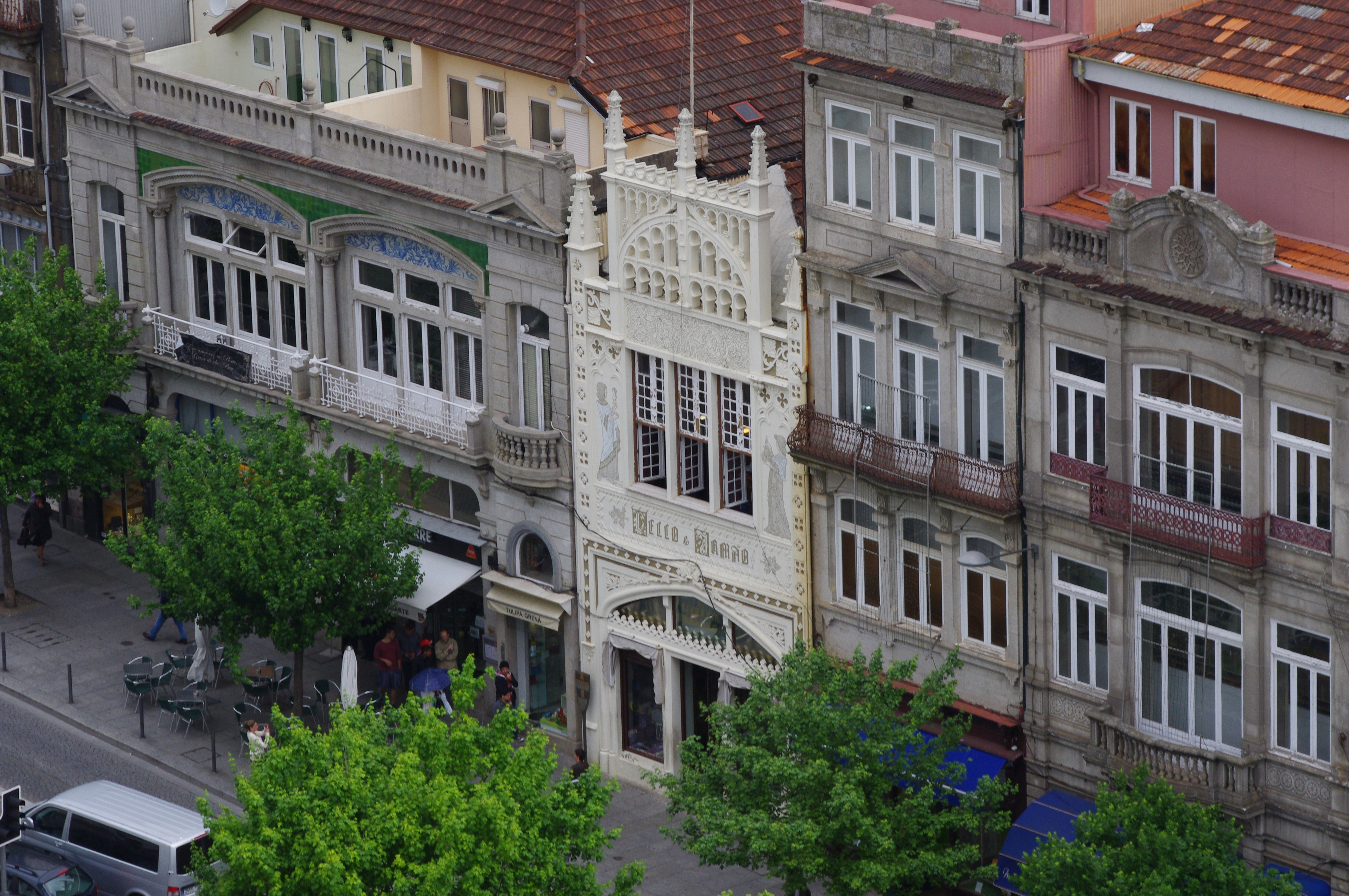
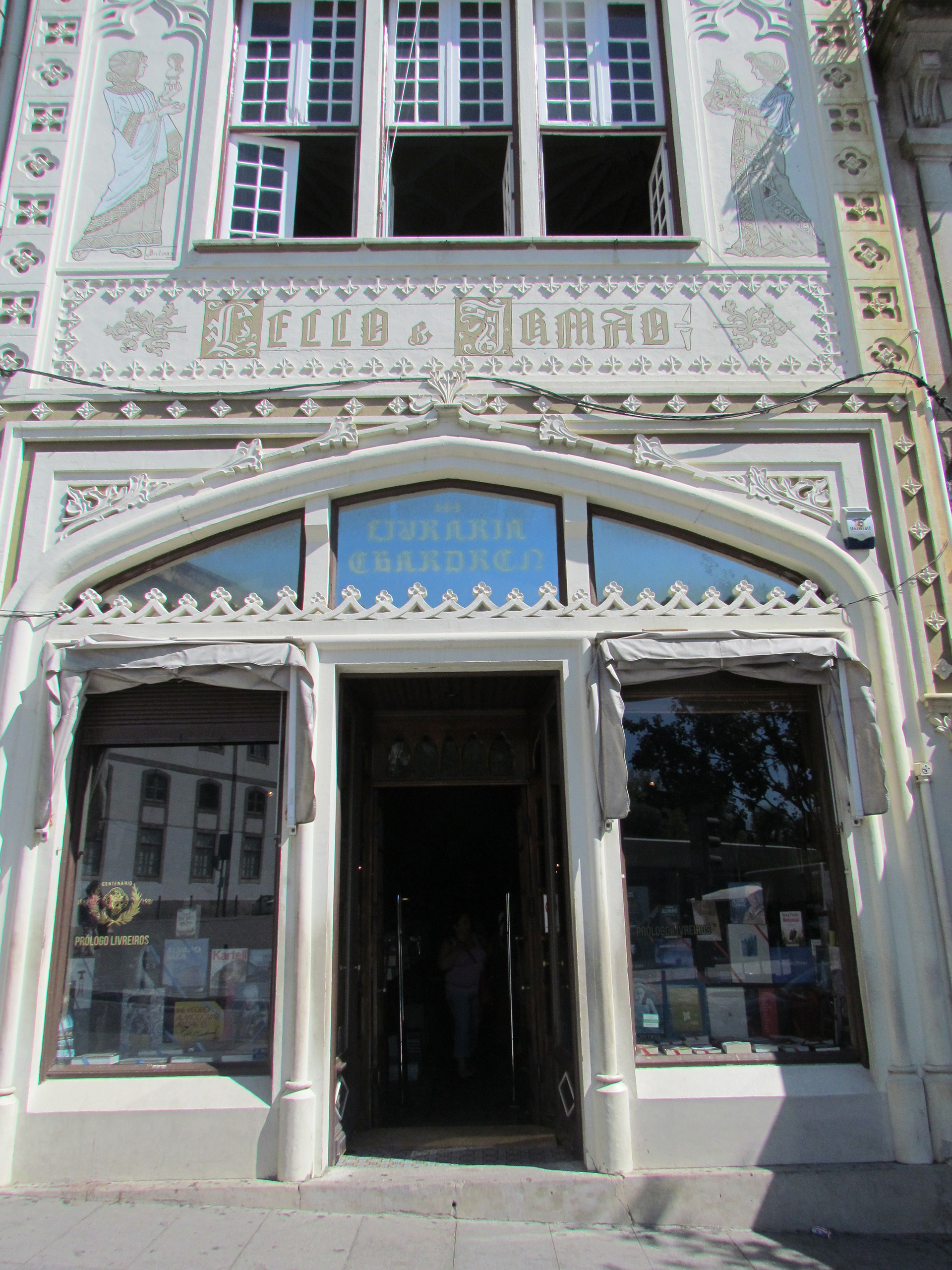
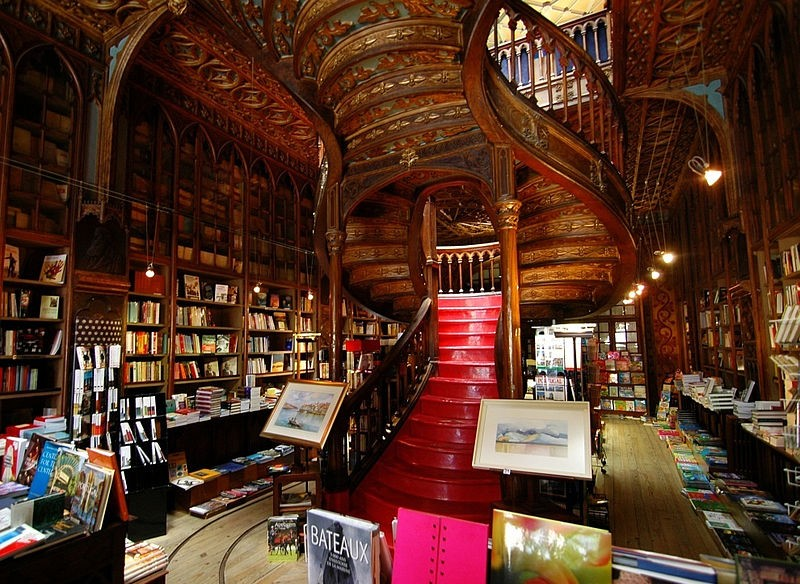
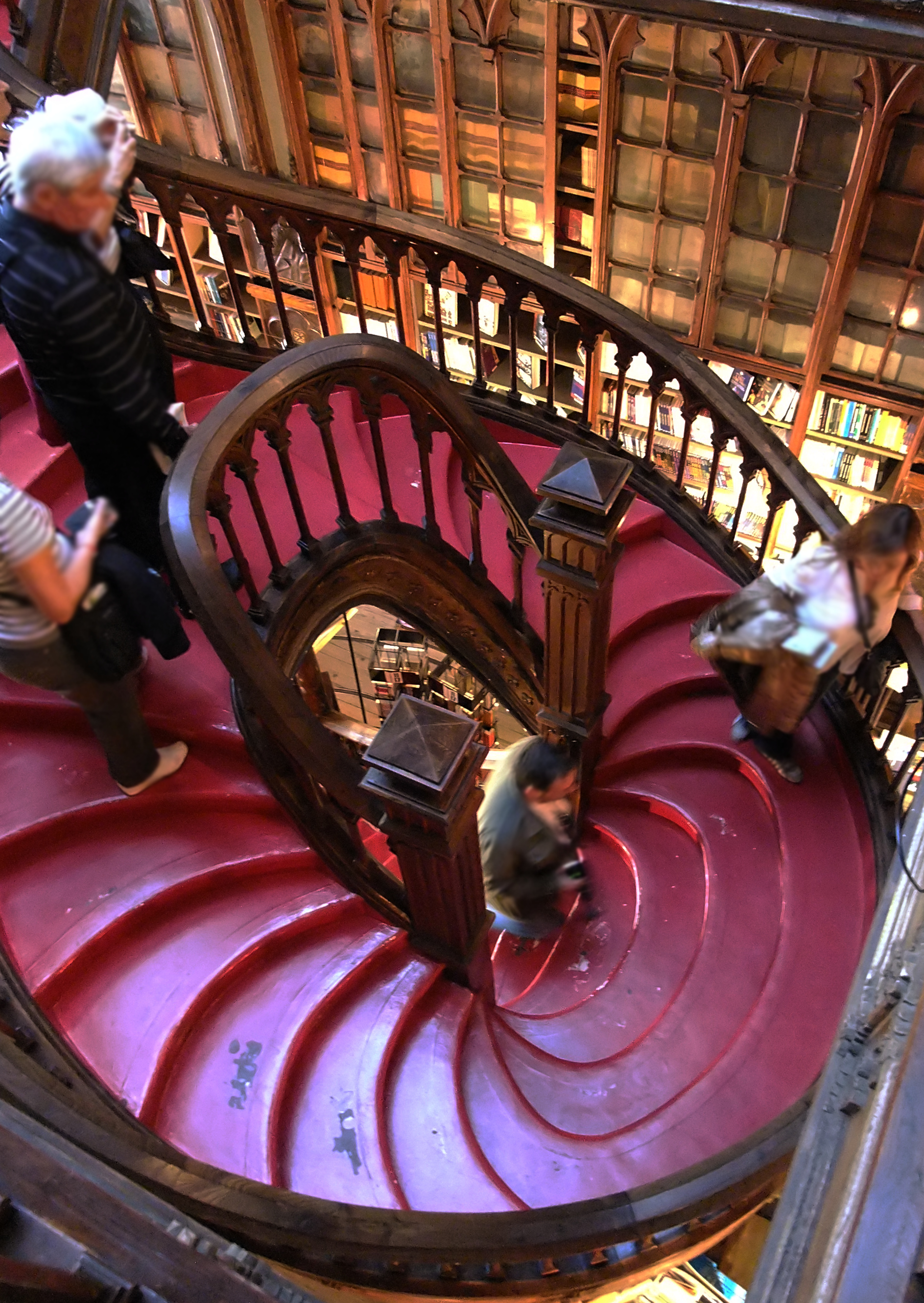
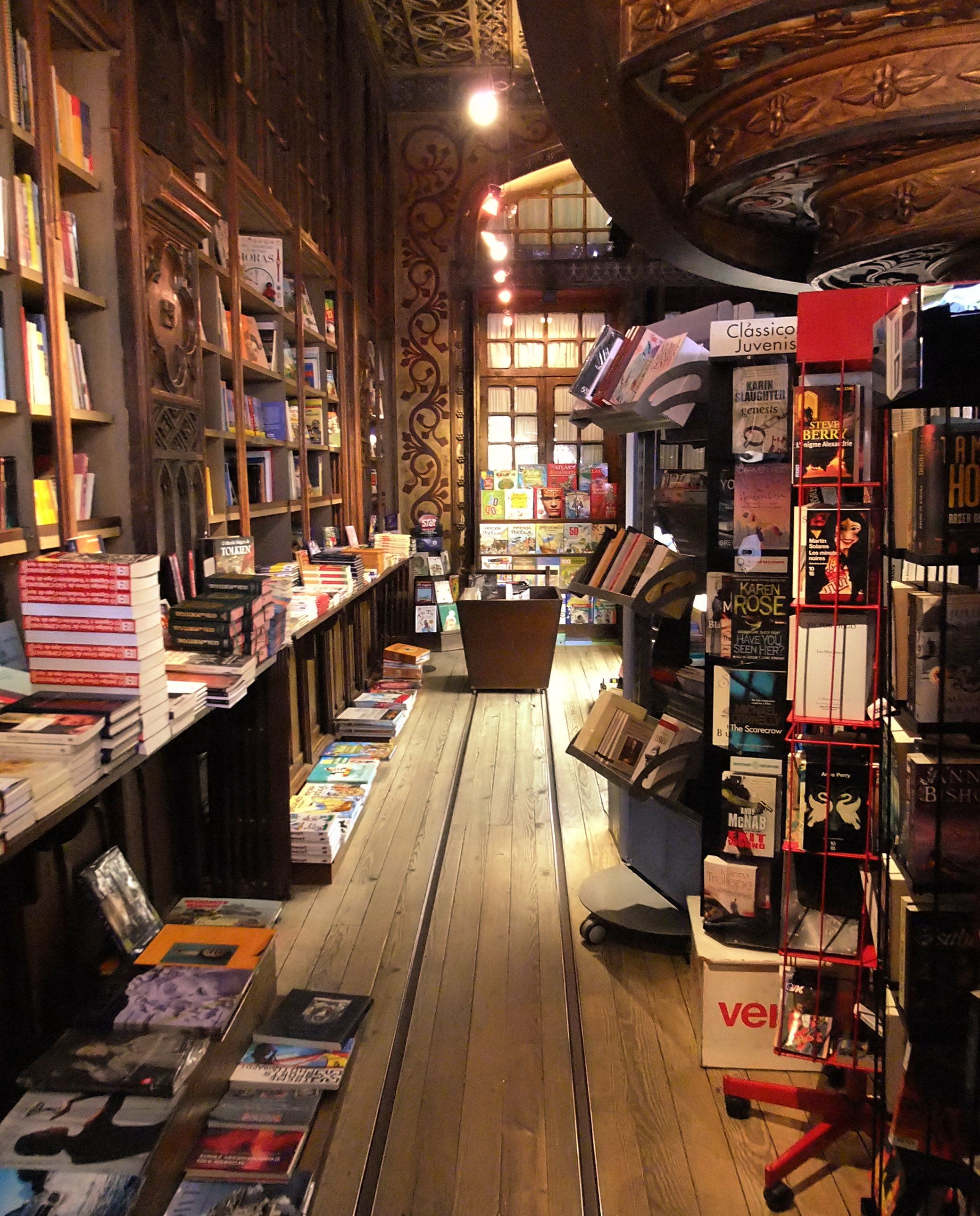
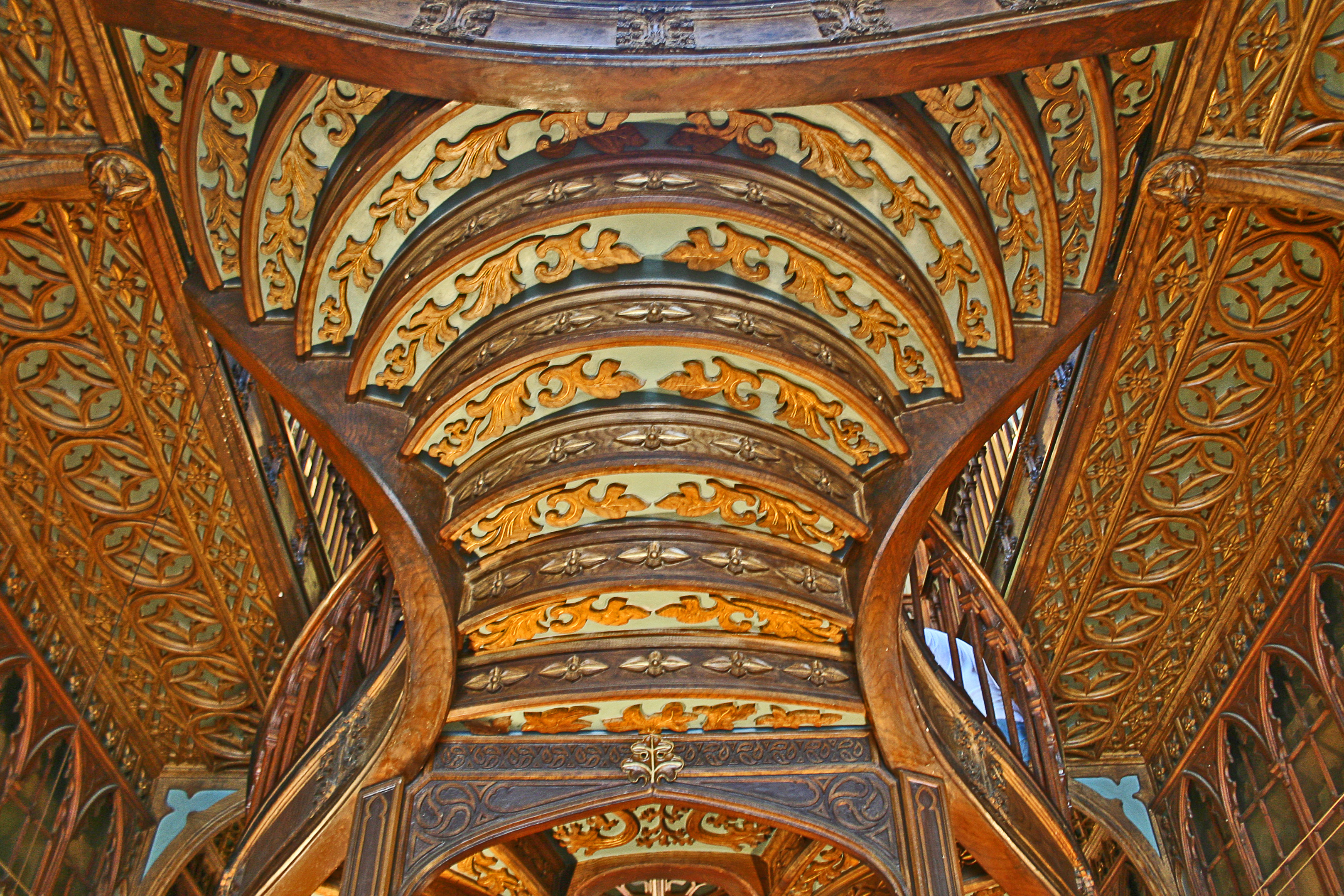
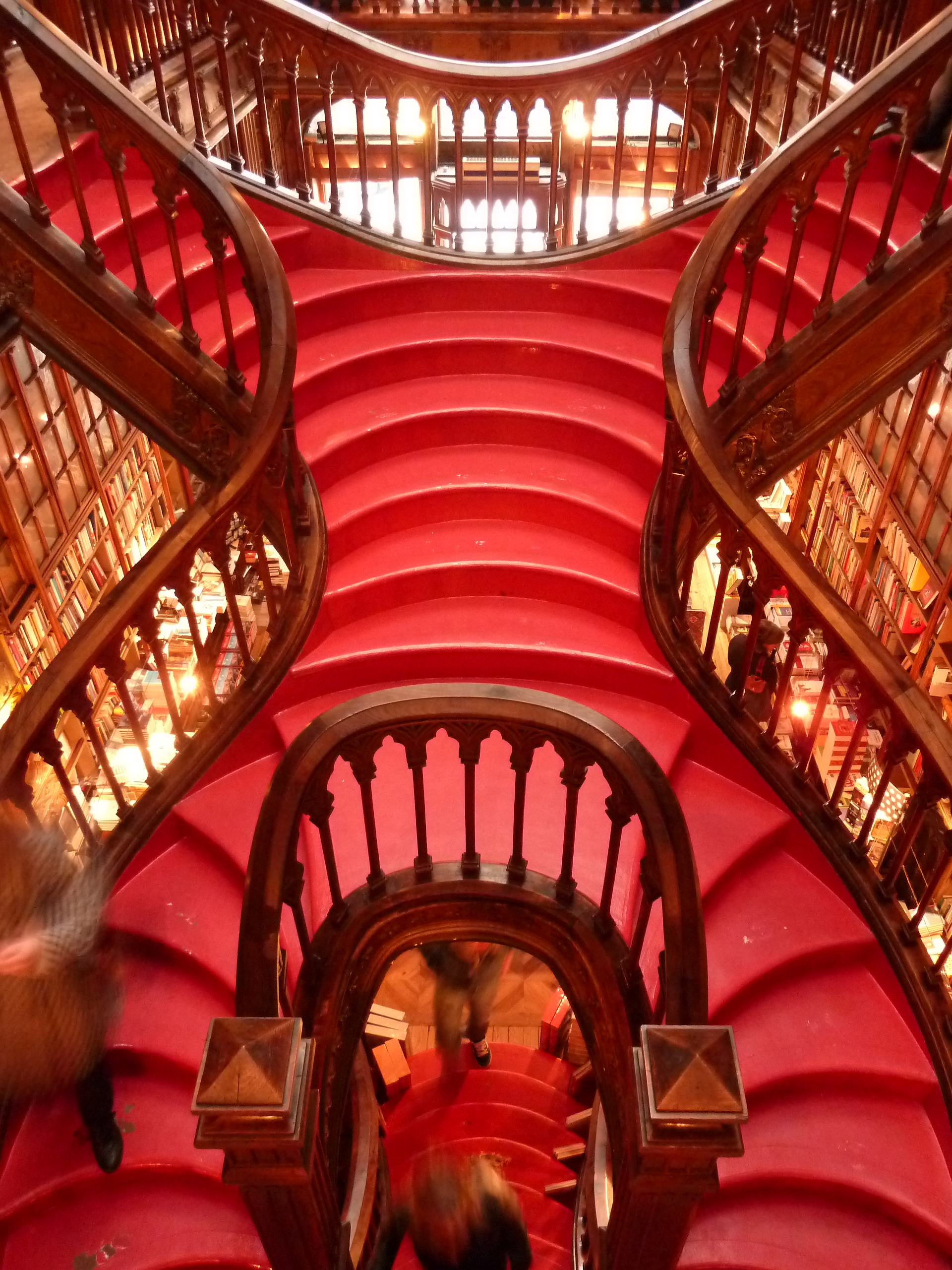
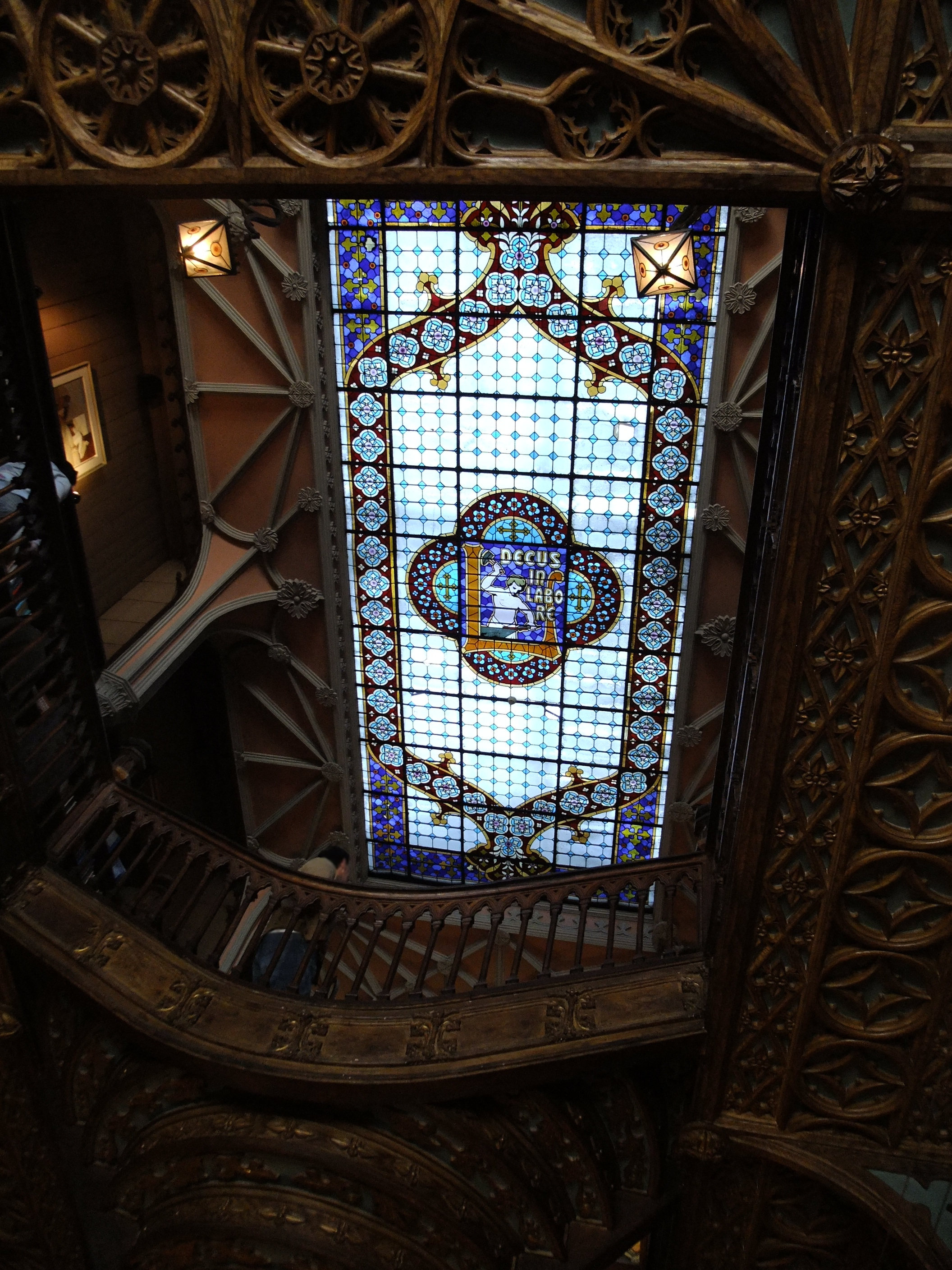